# مسجد حاجی ملا حسین
مسجد حاجی ملا حسین مربوط به دوره قاجار است و در ، مرکز محله بالا واقع شده و این اثر در تاریخ ۲ بهمن ۱۳۸۲ با شمارهٔ ثبت ۱۰۸۸۶ به‌عنوان یکی از آثار ملی ایران به ثبت رسیده است.